# Windows 365
Windows 365（ウィンドウズ サンロクゴ）は、マイクロソフトが提供するMicrosoft Azure上に展開されるサブスクリプション契約のクラウドPCである。
前提として「Microsoft 365 Business Premium」や「Microsoft 365 Enterprise」の各プランの契約が必要。

## プラン
Windows 365には主に二つのプランがあり「Windows 365 Business」(主に中小企業向け)と「Windows 365 Enterprise」(主に大企業向け)がある。それぞれの中に「Basic」、「Standard」、「Premium」の3つのプランがある。(これらはクラウドPCのスペックで異なっている)